# 达扬库尔
达扬库尔（法語：Daillancourt，法語發音：[dajɑ̃kuʁ]）是法国上马恩省的一个市镇，属于肖蒙区。

## 地理
达扬库尔（48°18'9"N, 4°57'12"E）面积7.91 平方千米，位于法国大東部大區上马恩省，该省份为法国东北部内陆省份，北起马恩省和默兹省，西接奥布省，西南接科多尔省，东南接上索恩省，东临孚日省。
与达扬库尔接壤的市镇（或旧市镇、城区）包括：布莱斯河畔甘德勒库尔、伯维尔、布藏库尔、科隆贝双教堂村。

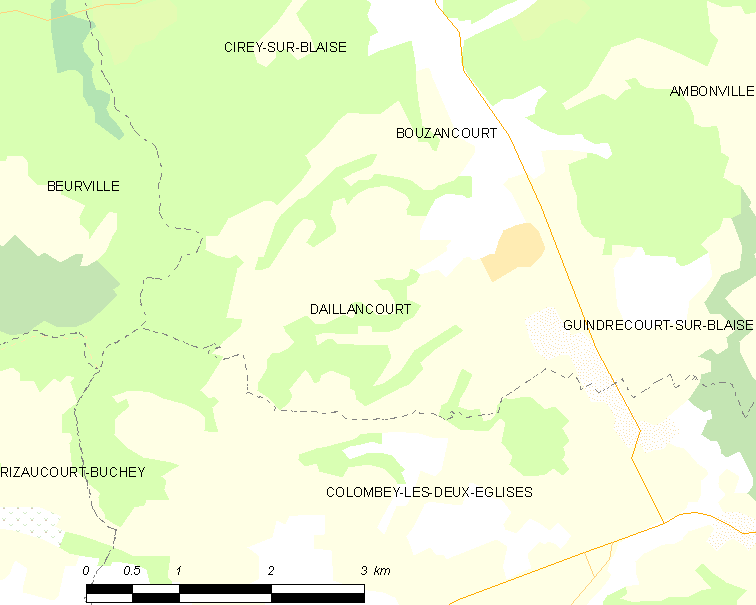
达扬库尔的OSM定位图

达扬库尔的时区为UTC+01:00、UTC+02:00（夏令时）。

## 行政
达扬库尔的邮政编码为52110，INSEE市镇编码为52160。

## 政治
达扬库尔所属的省级选区为博洛涅县。

## 人口

1962-2008年间达扬库尔人口变化图示

达扬库尔于2022年1月1日时的人口数量为61人。